# Rodrigo Braña
Rodrigo Braña (Berazategui, Argentina, em 7 de março de 1979) É um jogador de futebol profissional argentino. Ele joga atualmente no  Estudiantes.
Braña iniciou sua carreira na Quilmes Atlético Club da 2 ª divisão argentina, Ele teve três períodos diferentes, com o clube, que alternava entre a segunda ea primeira divisão.
Braña teve um período curto com RCD Mallorca em Espanha onde ele jogou para a sua equipa B, entre 1998 e 1999. Braña também teve um curto período com o clube argentino Unión de Santa Fe em 2001.
Em 2005 Braña se juntou ao Estudiantes, onde ele se tornou um ídolo para o clube de La Plata. Os dois maiores destaques de sua carreira até a data foram ganhando a Apertura 2006 e Copa Libertadores 2009 com o Estudiantes.
Braña foi uma figura chave na equipe do Estudiantes, que venceu seu primeiro título do campeonato argentino de 23 anos após uma vitória por 2-1 contra o poderoso Boca Juniors para decidir o vencedor do Apertura 2006 campeões. "El Chapu" ganhou muitos elogios por sua contribuição para a equipa vencedora do campeonato, ele foi selecionado como o terceiro melhor jogador do torneio Apertura 2006 pelo jornal esportivo argentino Olé. Os únicos jogadores que terminaram acima dele na lista foram companheiros de equipe Mariano Pavone e Juan Sebastián Verón. Ele formou uma parceria formidável no centro do meio-campo com Verón nas últimas temporadas.
Em 2008 ele fez parte da equipe que terminou como vice-campeão da Copa Sul-americana 2008.

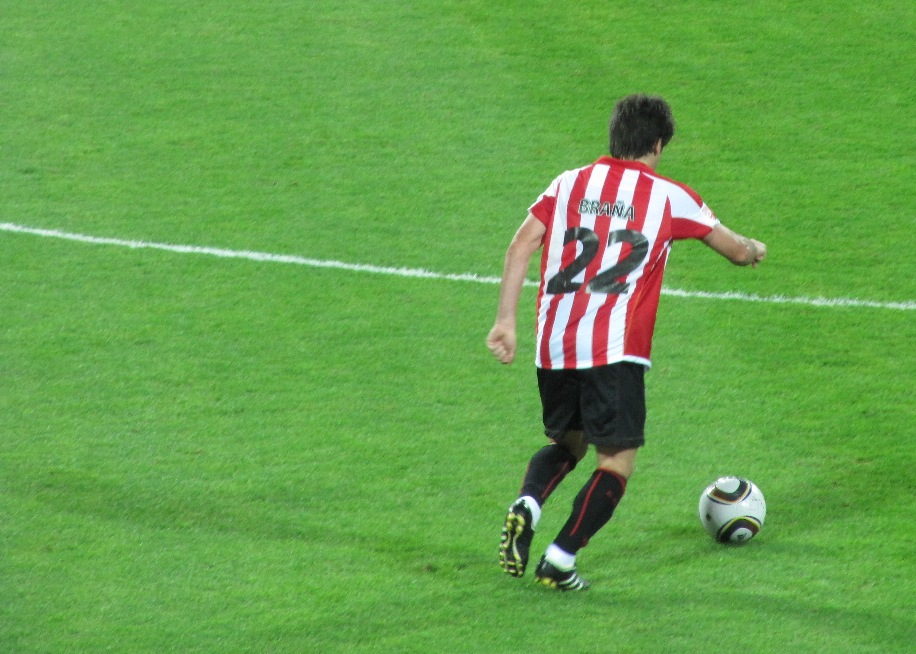
Em ação pelo Estudiantes em partida contra o Pohang Steelers, pelo Mundial de Clubes FIFA de 2009

Braña era então um jogador regular na equipa que venceu Copa Libertadores 2009. Sua velocidade típica, resistência e habilidades defensivas no meio-campo foram fatores decisivos na Estudiantes «o levantamento do campeonato continental pela primeira vez em 39 anos.
Após a vitória Libertadores, ele enfrentou uma oferta séria de clube mexicano Monterrey para levá-lo para jogar no México. Braña finalmente decidiu ficar com Estudiantes, uma decisão que foi premiado com seu primeiro convite até a Seleção Argentina de Futebol no dia 1 de setembro de 2009.